# Zerina Piskić
Zerina Piskić (* 16. August 1997 in Sarajevo) ist eine bosnische Fußballspielerin und ehemalige A-Nationalspielerin.

## Karriere

### Karriere
Piskić spielte im Alter von 17 Jahren bereits im Seniorinnenbereich. Von 2014 bis 2018 gehörte sie dem SFK 2000 Sarajevo in der Zenska nogometna liga BiH an, die höchste Spielklasse im bosnisch-herzegowinischen Frauenfußball. Während ihrer Zugehörigkeit gewann sie mit der Mannschaft viermal das Double (Meisterschaft und Vereinspokal).
Anschließend folgten fünf Saisonen für den ŽF/NK Emina, bevor sie zum SFK 2000 Sarajevo zurückkehrte. Bei ihrer zweiten Premiere bestritt sie zwölf Punktspiele der regulären Saison, in denen ihr ein Tor gelang, und vier in der Meisterrunde. Ihr erstes Punktspiel nach ihrer Rückkehr bestritt sie zum Saisonstart am 21. August 2023 beim 5:0-Sieg im Auswärtsspiel gegen den ŽFK Radnik Bumerang mit Einwechslung in der 46. Minute für Krstina Tanasković, ihr erstes Tor erzielte sie am 8. Oktober 2023 (7. Spieltag) beim 12:0-Sieg im Auswärtsspiel gegen den ŽFK BSK-Spartak 2013 mit dem Treffer zum Endstand in der 78. Minute. Am Ende der Saison 2023/24 gewann sie erneut die Meisterschaft und hatte mit sechs Punktspielen in der Hinrunde der Folgesaison Anteil an der Meisterschaft 2025.
Mit dem Jahreswechsel zum kroatischen Erstligisten ŽNK Split gewechselt, kam sie zunächst am 2. März 2025 im Viertelfinale des nationalen Pokalwettbewerbs, bei der 0:5-Niederlage beim ŽNK Agram, zum Einsatz, anschließend am 12. bis 14. Spieltag der regulären Saison sowie anschließend in fünf Spielen der Meisterrunde.

### Nationalmannschaft
Piskić bestritt zunächst Länderspiele für die U17-Nationalmannschaft. Sie kam im Oktober 2012 und im August 2013 jeweils drei Spiele der Gruppe 3 und 4 in der jeweiligen ersten Qualifikationsrunde zum Einsatz mit dem Ziel der Teilnahme an der Europameisterschaft 2013 in der Schweiz und 2014 in England.
In der Nachwuchsnationalmannschaft der Altersklasse U19 bestritt sie im September 2014 zwei Spiele der Gruppe 7 und im September 2015 drei in der Gruppe 2 in der jeweils ersten Qualifikationsrunde.
Für die A-Nationalmannschaft wurde sie im Zeitraum vom 20. August 2014 bis zum 7. April 2023 (außer in den Jahren 2019 bis 2021) in 19 Länderspielen eingesetzt. Mit Einwechslung für Lidija Kuliš in der 77. Minute, debütierte sie in Zenica beim 2:0-Sieg über die Nationalmannschaft Färöers im achten Spiel der WM-Qualifikationsgruppe 4. Ein Jahr später wurde sie im zweiten bis sechsten und achten Spiel der EM-Qualifikationsgruppe 7 berücksichtigt.
Zwei Jahre später nahm sie mit ihrer Mannschaft am Turnier um den Istrien-Cup 2017 teil, in dem sie im ersten und dritten Spiel der Gruppe B sowie im Finale berücksichtigt wurde.
Am 7. Juni 2018 wurde sie in Swansea einzig im sechsten Spiel der WM-Qualifikationsgruppe 1 bei der 0:1-Niederlage gegen die Nationalmannschaft Wales’ eingesetzt, wie auch später im sechsten bis achten Spiel der WM-Qualifikationsgruppe E sowie im Ausscheidungsspiel der Gruppenzweiten in der ersten Runde im Hinblick auf die angestrebte Teilnahme an der vom 20. Juli bis zum 20. August in Australien und Neuseeland vorgesehenen Weltmeisterschaft 2023.
Am 26. Juni 2022 kam sie in Čatež ob Savi zu einem in Freundschaft ausgetragenen Länderspiel gegen die Nationalmannschaft der Philippinen, welches mit 1:2 verloren wurde. Weiterhin kam sie in einem zweimaligen Kräftemessen mit der Nationalmannschaft Serbiens am 17. Februar und 7. April 2023 bei der 2:3- und 0:6-Niederlage in Antalya und Stara Pazova zu zwei weiteren Freundschaftsspielen. Dazwischen spielte sie mit ihrer Mannschaft am 21. Februar 2023 gegen die Nationalmannschaft Marokkos, die das Spiel im Stadion Grbavica mit 2:0 für sich entschied.

## Erfolge
Nationalmannschaft
- Istrien-Cup-Finalist 2017

SFK 2000 Sarajevo
- Bosnisch-herzegowinischer Meister 2015 – 2018, 2024, 2025
- Bosnisch-herzegowinischer Pokalsieger 2015 – 2018